# Constantin Costa-Foru
Constantin Gheorghe Costa-Foru (n. 26 octombrie 1856, București – d. 15 august 1935) a fost un jurnalist român, avocat și activist pentru drepturile omului.

## Biografie
Constantin Gheorghe Costa-Foru s-a născut în București, la 26 octombrie 1856. Tatăl său, Gheorghe Costa-Foru (1820-1876), a fost un politician de succes, de două ori ministru, și primul rector al Universității din București. Familia a avut origini aromâne, fiind originar din orașul Larissa, în Tesalia. În 1740 s-au stabilit în București, unde au acumulat avere considerabilă, construind un conac în Popești-Leordeni și o reședință de vară în Berca.
Costa-Foru a studiat la Heidelberg, apoi la Colegiul „Sainte-Barbe” din Paris, și în jurul anului 1872 în Dresda. După terminarea studiilor s-a întors la Paris, unde s-a căsătorit cu Maria Ion Paspatti (1872-1935) pe 26 iunie 1893. Cuplul a avut 10 copii. Una din fiicele lor s-a măritat cu Ionel, fiul chimistului evreu Lazăr Edeleanu, ceea ce a fost un subiect folosit împotriva sa de adversarii politici din extrema dreaptă.
Împreună cu un grup de profesori, ofițeri, ziariști, oameni de litere și politicieni a ajutat la pornirea mișcării de cercetași din România și la dezvoltarea organizației Cercetașii României.
Constantin Costa-Foru a fost un susținător al drepturilor omului, și a condamnat antisemitismul din perioada ce a urmat după Primul Război Mondial. El a colaborat, între altele, la ziarele 
democrate Adevărul și Dimineața din București. 
În decembrie 1925, după ce a asistat la Conferința ziariștilor maghiari la Oradea, a fost bătut în gara Cluj de o bandă de tineri extremiști în urma unui discurs ținut în public.
În 1923 el a fost unul dintre fondatorii Ligii Drepturilor Omului, lucrând în calitate de secretar al Ligii.
Ca avocat a pledat în 1925 în procesul de la Turnu Severin împotriva militantului antisemit Corneliu Zelea Codreanu care l-a asasinat pe prefectul de Iași, Manciu. Sprijinit de popularul lobby prolegionar, Codreanu a fost în cele din urmă achitat.
Costa-Foru a fost avocat al apărării al participanților la Răscoala pro-sovietică de la Tatarbunar în așa  numitul Proces al celor 500.
După ce a publicat broșura „La Roumanie et ses prisons", Adunarea generală extraordinară a Sindicatului Ziariștilor din București a hotărât excluderea sa din organizație, considerând incompatibilă situația de membru în Sindicat a dlui C. Costa-Foru, cu aceea de impresar a tuturor acestor defăimători ai țării și agenți ai intereselor vrăjmașe și de autor al broșurei calominoase la adresa țării, servind de bază tuturor campaniilor calomnioase împotriva Statului român.
Costa-Foru s-a numărat printre pionierii industriei minereurilor și petrolului în România și în 1903 a contribuit la înființarea celei dintâi Companii române de exploatare a cărbunilor.

## In memoriam
În memoria sa și a tatălui său, două străzi din București sunt numite după numele lor.